# Freddy Carter
Pour les articles homonymes, voir Carter.
 (janvier 2022).
Si vous disposez d'ouvrages ou d'articles de référence ou si vous connaissez des sites web de qualité traitant du thème abordé ici, merci de compléter l'article en donnant les références utiles à sa vérifiabilité et en les liant à la section « Notes et références ».

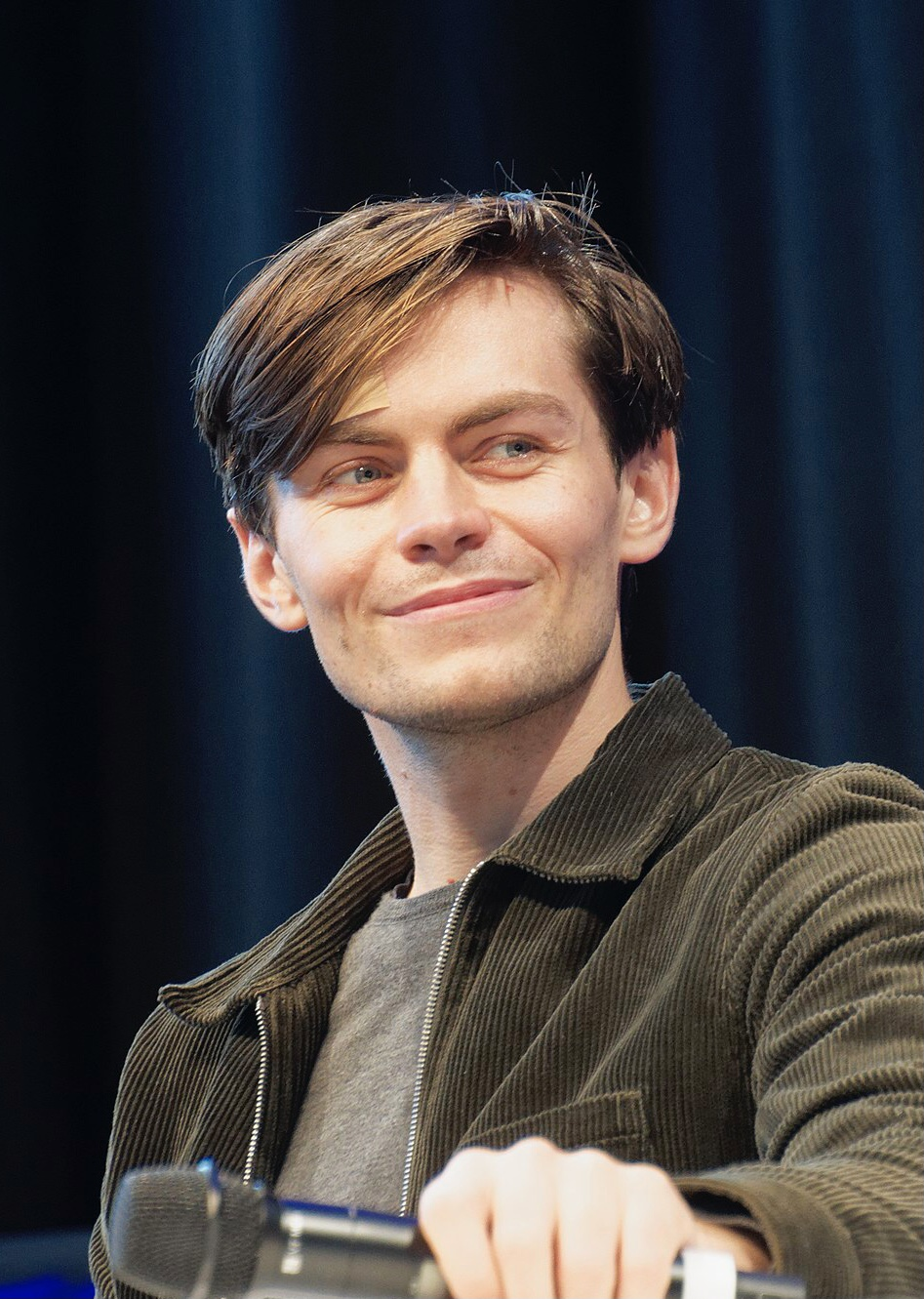

Freddy James Carter est né le 27 janvier 1993 et est un acteur et réalisateur anglais. Il est principalement connu pour avoir joué dans les séries Netflix : Zoe et Raven, le rôle de Pin Hawthorne et Shadow and Bone : La Saga Grisha, le personnage de Kaz Brekker.

## Biographie
Freddy Carter est né le 27 janvier 1993 à Plymouth dans le Devon, et grandit dans le Somerset. Comme son père était dans l'armée, il a passé une partie de son enfance à se déplacer avec des séjours à Chypre et aux États-Unis. Il a deux frères dont Tom Austen également acteur. Les trois frères sont allés à l'école du Queen's College à Taunton. Freddy Carter a ensuite suivi une formation d'acteur à l'école d'Oxford School of Drama (en). Il a obtenu son diplôme en 2015. Il est marié avec sa partenaire de longue date Caroline Ford depuis 3 décembre 2022. Mike quant à lui, il est photographe. Il s’est inspiré de ses frères pour le cinéma et la photographie.

## Carrière
Après l'obtention de son diplôme, Freddy Carter a joué au théâtre en compagnie du Rose Theatre Kingston, une production de The Wars of The Roses dirigée par Trevor Nunn.
Il a fait ses débuts à l'écran en jouant le rôle d'un soldat dans le film DC Comics, Wonder Woman en 2017. La même année, il décroche son premier grand rôle en tant que personnage principal : Peter dit "Pin" Hawthorne dans la série télévisée Netflix Zoe et Raven (Free Rein). Il a également joué dans les deux épisodes spéciaux de la série : Zoe et Raven : Noël Ensemble (2018) et Zoe et Raven : La Saint Valentin (2019). Il joue le rôle de Pin durant 3 saisons de 2017 à 2019 jusqu'à ce que la série s'arrête.
En 2018, il interprète le personnage de Ellis dans le film d'horreur The Convent de Paul Hyett.
Il réalise et écrit son premier court-métrage No. 89 en 2019. Il a également eu un rôle récurrent Jason Ripper dans la série DC Comics : Pennyworth.
Depuis 2021, il joue le rôle de Kaz Brekker dans la série télévisée Netflix Shadow and Bone : La Saga Grisha. Marié depuis le 3 décembre 2022 avec l’actrice et sa compagne de longue date Caroline Ford

## Filmographie

### Cinéma

#### Longs-Métrages
- 2017 : Wonder Woman : un soldat
- 2018 : The Convent : Ellis
- 2022 : American Carnage (en) : Scott
- 2025 : Five Nights at Freddy's 2 : Jeremy Fitzgerald

#### Courts-Métrages
- 2019 : No. 89 : réalisateur

### Télévision

#### Téléfilms
- 2018 : Zoe et Raven : Noël Ensemble : Peter dit "Pin" Hawthorne
- 2019 : Zoe et Raven : La Saint Valentin : Peter dit "Pin" Hawthorne

#### Séries télévisées
- 2017-2019 : Zoe et Raven : Peter dit "Pin" Hawthorne (rôle principal - 30 épisodes)
- 2019 : 15 jours : Tom (4 épisodes)
- 2019 : Pennyworth : Jason Ripper (saison 1, 3 épisodes)
- 2021-2023 : Shadow and Bone : La Saga Grisha : Kaz Brekker (rôle principal)
- 2023 : The Doll Factory (TV series) (en) : Gideon Fletcher
- 2023 : Meurtre au Paradis : Benjamin Stableforth (saison 12, épisode spécial Noël)
- 2024 : Masters of the Air : le lieutenant David Friedkin (saison 1, épisodes 1 à 3)

## Voix françaises
Le belge Gauthier de Fauconval est la voix française la plus régulière de Freddy Carter.
| - Gauthier de Fauconval dans : - Zoe et Raven (série télévisée) - Zoe et Raven : Noël Ensemble (téléfilm) - Zoe et Raven : La Saint Valentin (téléfilm) | Et aussi - Alexis Tomassian dans Pennyworth (série télévisée) - Julien Crampon dans Shadow and Bone : La Saga Grisha (série télévisée) |